# Franconite
La franconite è un minerale appartenente al gruppo omonimo.